# NGC 4428
NGC 4428 este o emission-line galaxy⁠(d) situată în constelația Fecioara. A fost descoperită în 16 martie 1828 de către John Herschel. Se află la o distanță de 43,65 de megaparseci de Pământ.